# Bob Sapp
Pour les articles homonymes, voir Sapp.
Robert Malcolm « Bob » Sapp Jr., né le 22 septembre 1973 à Colorado Springs est un joueur de football américain, un catcheur, un pratiquant d'arts martiaux mixtes, un kickboxeur et un acteur américain. Il est joueur de football américain à l'université de Washington dans l'équipe des Huskies de Washington et est choisi par les Bears de Chicago au troisième tour de la Draft 1997 de la NFL. Il ne joue pas pour cette équipe mais rejoint les Vikings du Minnesota et arrête sa carrière après un contrôle antidopage positif aux stéroïdes.
Au début des années 2000, il s'essaie aux sports de combats au Japon où il fait des combats d'arts martiaux mixtes à la Pride FC et de kickboxing en K-1. Il devient rapidement populaire là-bas et la plupart de ses combats sont les matchs phares des évènements de K-1 et de la Pride FC.
Il s'essaie aussi au catch à la New Japan Pro Wrestling où il remporte une fois le championnat poids lourd International Wrestling Grand Prix (IWGP) puis dans des fédérations de catch plus modeste comme la Hustle ou l'Inoki Genome Federation.

## Jeunesse et carrière de joueur de football américain
Robert Malcolm Sapp Jr. grandit à Colorado Springs et fait partie de l'équipe de football américain du Mitchell High School. Après le lycée, de nombreuses universités lui proposent des bourses sportives. Il choisit l'université de Washington. Il y joue au poste d'offensive lineman et est choisi par les Bears de Chicago en 69e position au 3e tour de la draft 1997 de la NFL. Les Bears mettent fin à son contrat le 27 août. Il rejoint les Vikings du Minnesota où il effectue une saison avant de quitter l'équipe après avoir été suspendu pour dopage aux stéroïdes. Il continue sa carrière et participe à des camps d'entraînement des Ravens de Baltimore et des Raiders d'Oakland jusqu'en 2000.

## Carrière de pratiquant d'arts martiaux mixtes

### Pride FC(2002)
Bob Sapp fait ses premiers combats d'art martiaux mixtes à la Pride FC. Il remporte rapidement son premier combat le 28 avril 2002 en mettant K.O. Yoshihisa Yamamoto au premier round. Le 28 août au cours de Pride FC - Shockwave, il se retrouve face à Antônio Rodrigo Nogueira. Cet affrontement s'avère être une opposition entre Sapp qui mise tout sur sa force et Nogueira qui est un lutteur et le brésilien sort vainqueur de ce combat en faisant abandonner Sapp avec une clé de bras.

## Carrière de kickboxeur

### K-1 (2002-2007)
Le 14 mai 2002, la K-1 annonce que Bob Sapp va faire ses débuts dans cette fédération le 2 juin face à Tsuyoshi Nakasako (en). Le 2 juin au cours de K-1 Survival, Sapp se fait disqualifier après avoir donné des coups de coude à son adversaire dans le coin du ring.

## Carrière de catcheur

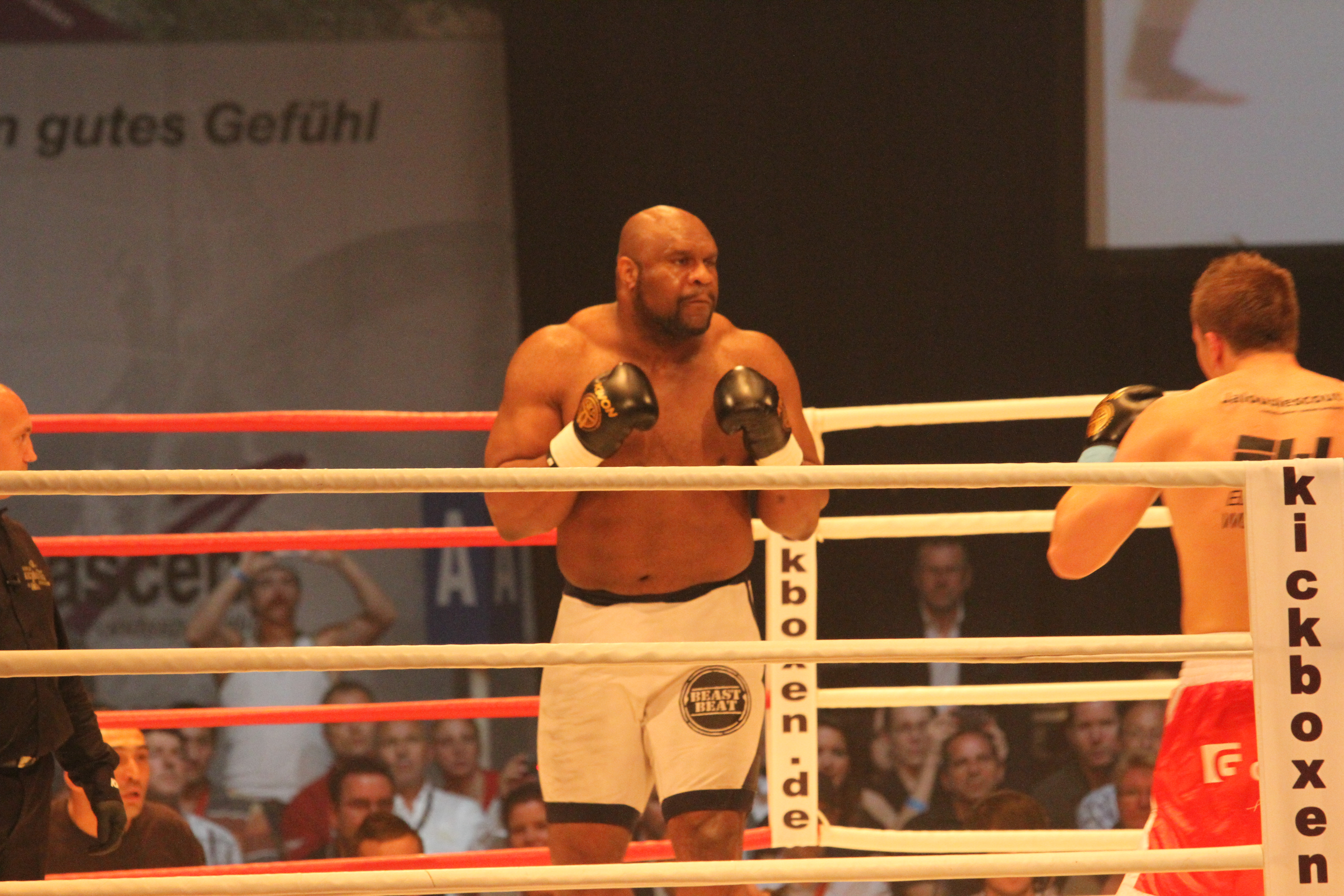
Bob Sapp au WKA World Championship 2011, à Karlsruhe en Allemagne.

### Débuts aux États-Unis (2000-2002)
Au début des années 2000, Bob Sapp commence à s'entraîner pour devenir catcheur à l'école de catch de la NWA Wildside, une petite fédération de catch de Géorgie. Il y fait ses premiers combats de catch en 2000. Par la suite, il signe un contrat avec World Championship Wrestling (WCW) et rejoint le WCW Power Plant, le centre d'entraînement de la WCW, pour parfaire son apprentissage. Il apparaît une fois dans une émission de la WCW le 8 novembre à WCW Thunder où Lanita Ericson l’interviewe.
Il quitte la WCW peu de temps après et part faire ses premiers combats de catch à la NWA Wildside d'abord sous le nom de The Beast puis sous son vrai nom.

### New Japan Pro Wrestling(2002-2013)
En 2002, Sapp jouit d'une certaine notoriété au Japon et Antonio Inoki, le président de la New Japan Pro Wrestling, décide de l'engager. Inoki souhaite alors proposer au public des affrontements entre des catcheurs et des pratiquants d'arts martiaux mixtes. Sapp remporte son premier combat dans cette fédération le 14 octobre face à Manabu Nakanishi,.

## Apparitions au cinéma
Depuis 2005, Bob Sapp a joué dans les films Elektra, dans le remake de The Longest Yard avec Adam Sandler et Burt Reynolds dans Le Grand Stan avec Rob Schneider, dans Devilman, réalisé par Hiroyuki Naso, et dans Blood and Bones, aux côtés de Michael Jai White.
En 2009, il a un rôle dans le film Blood. Bob Sapp joue aussi le rôle d'Ukafa dans le film Conan, sorti en salles en août 2011.

## Palmarès

### En arts martiaux mixtes
| Résultat | Record | Adversaire               | Méthode                                     | Événement                                     | Date              | Round | Temps | Lieu                            | Notes |
| -------- | ------ | ------------------------ | ------------------------------------------- | --------------------------------------------- | ----------------- | ----- | ----- | ------------------------------- | ----- |
| Défaite  | 11-18  | Edson França             | Soumission (étranglement arrière)           | Ox MMA                                        | 8 août 2013       | 1     | 0:35  | Fortaleza, Brésil               |       |
| Défaite  | 11-17  | Aleksander Emelianenko   | TKO (coups de poing)                        | Legend Fighting Show                          | 25 mai 2013       | 1     | 1:18  | Moscou, Russie                  |       |
| Défaite  | 11-16  | Dusan Panajotovic        | Soumission (coups de poing)                 | Night of the Champions 2012                   | 15 septembre 2012 | 1     | 1:28  | Belgrade, Serbie                |       |
| Défaite  | 11-15  | Jong Dae Kim             | TKO (coups de poing)                        | Road FC 8                                     | 16 juin 2012      | 2     | 1:58  | Wonju, Corée du Sud             |       |
| Défaite  | 11-14  | Tolegen Akylbekov        | Soumission (coups de poing)                 | Bushido Lithuania: vol.51                     | 8 juin 2012       | 1     | 1:29  | Astana, Kazakhstan              |       |
| Défaite  | 11-13  | Soa Palelei              | TKO (coups de poing)                        | Cage Fighting Championship 21                 | 18 mai 2012       | 1     | 0:12  | Sydney, Australie               |       |
| Défaite  | 11-12  | Mariusz Pudzianowski     | TKO (coups de poing)                        | KSW XIX: Pudzianowski vs. Sapp                | 12 mai 2012       | 1     | 0:40  | Lódz, Pologne                   |       |
| Défaite  | 11-11  | James Thompson           | Soumission (blessure à la jambe)            | Super Fight League 1                          | 11 mars 2012      | 1     | 1:56  | Bombay, Inde                    |       |
| Défaite  | 11-10  | Rolles Gracie            | Soumission (coups de poing)                 | ONE Fighting Championship: Battle of Heroes   | 11 février 2012   | 1     | 1:18  | Jakarta, Indonesie              |       |
| Défaite  | 11-9   | Maro Perak               | TKO (coups de poing)                        | Noc Gladiatora 6                              | 16 décembre 2011  | 1     | 3:04  | Dubrovnik, Croatie              |       |
| Défaite  | 11-8   | Attila Uçar              | Soumission (achilles lock)                  | Premium Fight Night                           | 30 avril 2011     | 1     | 0:56  | Vienne, Autriche                |       |
| Défaite  | 11-7   | Stav Economou            | TKO (coups de poing)                        | ADFC: Round 3                                 | 11 mars 2011      | 1     | 1:45  | Abou Dabi, Émirats arabes unis  |       |
| Victoire | 11-6   | Sascha Weinpolter        | Soumission (étranglement avec l'avant-bras) | Obracun Ringu 10                              | 27 mars 2010      | 1     | 2:03  | Split, Croatie                  |       |
| Défaite  | 10-6   | Rameau Thierry Sokoudjou | TKO (coups de poing)                        | Dream 11: Featherweight Grand Prix 2009 Final | 6 octobre 2009    | 1     | 1:31  | Yokohama, Japon                 |       |
| Défaite  | 10-5   | Bobby Lashley            | Soumission (coups de poing)                 | Fight Force International: Ultimate Chaos     | 27 juin 2009      | 1     | 3:18  | Biloxi, Mississippi, États-Unis |       |
| Défaite  | 10-4   | Ikuhisa Minowa           | Soumission (achilles lock)                  | Dream 9                                       | 26 mai 2009       | 1     | 1:16  | Yokohama, Japon                 |       |
| Victoire | 10-3   | Akihito Tanaka           | TKO (coups de poing)                        | Fields Dynamite!! 2008                        | 31 décembre 2008  | 1     | 5:22  | Saitama Japon                   |       |
| Défaite  | 9-3    | Jan Nortje               | TKO (coups de poing)                        | Strikeforce: At The Dome                      | 23 février 2008   | 1     | 0:55  | Tacoma, Washington, États-Unis  |       |
| Victoire | 9-2    | Bobby Ologun             | TKO (coups de poing)                        | K-1 Premium 2007 Dynamite!!                   | 31 décembre 2007  | 1     | 4:10  | Osaka, Japon                    |       |
| Victoire | 8-2    | Kim Jong Wang            | TKO (coups de poing)                        | K-1 Hero's: Hero's 2005 in Seoul              | 5 novembre 2005   | 1     | 0:08  | Séoul, Corée du Sud             |       |
| Victoire | 7-2    | Alan Karaev              | KO (coup de poing)                          | K-1: Hero's 2                                 | 6 juillet 2005    | 1     | 3:44  | Tokyo, Japon                    |       |
| Victoire | 6-2    | Min Soo Kim              | KO (coups de poing)                         | K-1: Hero's 1                                 | 26 mars 2005      | 1     | 1:12  | Saitama Japon                   |       |
| Défaite  | 5-2    | Kazuyuki Fujita          | Soumission (soccer kicks)                   | K-1 MMA: Romanex                              | 22 mai 2004       | 1     | 2:15  | Saitama Japon                   |       |
| Victoire | 5-1    | Sumiyabazar Dolgorsuren  | TKO (blessure au pied)                      | K-1: Beast 2004                               | 14 mars 2004      | 1     | 5:00  | Niigata, Japon                  |       |
| Victoire | 4-1    | Stefan Gamlin            | Soumission (étranglement en guillotine)     | K-1: Japan Grand Prix 2003                    | 30 mars 2003      | 1     | 0:52  | Yokohama, Japon                 |       |
| Victoire | 3-1    | Yoshihiro Takayama       | Soumission (clé de bras)                    | Inoki Bom-Ba-Ye 2002-K-1 vs Inoki             | 31 décembre 2002  | 1     | 2:16  | Saitama Japon                   |       |
| Défaite  | 2-1    | Antônio Rodrigo Nogueira | Soumission (clé de bras)                    | Pride Shockwave                               | 28 août 2002      | 2     | 4:03  | Tokyo, Japon                    |       |
| Victoire | 2-0    | Kiyoshi Tamura           | TKO (coups de poing)                        | Pride 21: Demolition                          | 23 juin 2002      | 1     | 0:11  | Saitama Japon                   |       |
| Victoire | 1-0    | Yoshihisa Yamamoto       | TKO (coups de poing)                        | Pride 20: Armed and Ready                     | 28 avril 2002     | 1     | 2:44  | Yokohama, Japon                 |       |

### En catch
- New Japan Pro Wrestling
  - 1 fois champion poids lourd International Wrestling Grand Prix (IWGP)[17]

### En kick Boxing
| Résultat | Record | Adversaire             | Méthode                                                | Événement                                              | Date              | Round | Temps | Lieu                   | Notes                                      |
| -------- | ------ | ---------------------- | ------------------------------------------------------ | ------------------------------------------------------ | ----------------- | ----- | ----- | ---------------------- | ------------------------------------------ |
| Défaite  | 0-1    | Tsuyoshi Nakasako (en) | Disqualification (coups de poing dans le coin du ring) | K-1 Survival 2002                                      | 2 juin 2002       | 1     | 1:30  | Toyama, Japon          |                                            |
| Victoire | 1-1    | Cyril Abidi            | KO technique (arrêt de l'arbitre)                      | K-1 Andy Spirits Japan GP 2002 Final                   | 22 septembre 2002 | 1     | 1:17  | Osaka, Japon           |                                            |
| Victoire | 2-1    | Ernesto Hoost          | KO technique (arrêt du médecin)                        | K-1 World Grand Prix 2002 Final Elimination            | 5 octobre 2002    | 1     | 3:00  | Saitama, Japon         | premier tour du K-1 World Grand Prix 2002. |
| Victoire | 3-1    | Ernesto Hoost          | KO technique (arrêt de l'arbitre)                      | K-1 World Grand Prix 2002 Final                        | 7 décembre 2002   | 2     | 2:53  | Tokyo, Japon           | quart de finale du K-1 World Grand Prix.   |
| Défaite  | 3-2    | Mirko Filipović        | KO (left straight)                                     | K-1 World Grand Prix 2003 in Saitama                   | 30 mars 2003      | 1     | 1:26  | Saitama, Japon         |                                            |
| Victoire | 4-2    | Kimo Leopoldo          | KO                                                     | K-1 World Grand Prix 2003 in Las Vegas II              | 13 août 2003      | 2     | 1:11  | Las Vegas              |                                            |
| Défaite  | 4-3    | Remy Bonjasky          | DQ (punch on the ground)                               | K-1 World Grand Prix 2003 Final Elimination            | 11 octobre 2003   | 2     | 1:20  | Osaka, Japon           | 2003 K-1 World Grand Prix opening round.   |
| Victoire | 5-3    | Akebono                | KO (right hook)                                        | K-1 PREMIUM 2003 Dynamite!!                            | 31 décembre 2003  | 1     | 2:58  | Nagoya, Japon          |                                            |
| Victoire | 6-3    | Seth Petruzelli (en)   | TKO (elbow injury)                                     | K-1 World Grand Prix 2004 in Saitama                   | 27 mars 2004      | 1     | 0:57  | Saitama, Japon         |                                            |
| Victoire | 7-3    | Tommy Glanville        | KO (left hook)                                         | K-1 World Grand Prix 2004 in Las Vegas I               | 30 avril 2004     | 1     | 0:33  | Las Vegas              |                                            |
| Défaite  | 7-4    | Ray Sefo               | KO (body shot)                                         | K-1 Beast 2004 in Shizuoka                             | 26 juin 2004      | 2     | 0:29  | Shizuoka, Japon        |                                            |
| Victoire | 8-4    | Yoshihiro Nakao        | Decision (unanimous)                                   | K-1 World Grand Prix 2005 in Hiroshima                 | 14 juin 2005      | 3     | 3:00  | Hiroshima, Japon       | 2005 Hiroshima Grand Prix quarter-final.   |
| Victoire | 9-4    | Hiraku Hori (en)       | KO                                                     | K-1 World Grand Prix 2005 in Hiroshima                 | 14 juin 2005      | 2     | 1:54  | Hiroshima, Japon       | 2005 Hiroshima Grand Prix semi-final.      |
| Victoire | 10-4   | Tatsufumi Tomihira     | Decision (unanimous)                                   | K-1 World Grand Prix 2005 in Hiroshima                 | 14 juin 2005      | 3     | 3:00  | Hiroshima, Japon       | 2005 Hiroshima Grand Prix final.           |
| Défaite  | 10-5   | Choi Hong-man          | Decision (majority)                                    | K-1 World Grand Prix 2005 in Osaka – Final Elimination | 25 septembre 2005 | 3     | 3:00  | Osaka, Japon           | 2005 K-1 World Grand Prix opening round.   |
| Défaite  | 10-6   | Musashi                | Decision (unanimous)                                   | K-1 PREMIUM 2005 Dynamite!!                            | 31 décembre 2005  | 3     | 3:00  | Osaka, Japon           |                                            |
| Défaite  | 10-7   | Peter Aerts            | KO (left knee)                                         | K-1 World Grand Prix 2007 in Amsterdam                 | 23 juin 2007      | 1     | 0:26  | Amsterdam, Pays-Bas    |                                            |
| Défaite  | 10-8   | Alain Ngalani          | Decision                                               | Planet Battle IV                                       | 7 octobre 2009    | 3     | 3:00  | Wan Chai, Hong Kong    |                                            |
| Défaite  | 10-9   | Patrice Quarteron      | KO (knee)                                              | A1 World Combat Cup                                    | 28 novembre 2009  | 1     | 2:32  | Lyon, France           |                                            |
| Défaite  | 10-10  | Jörgen Kruth           | TKO (left knee/corner stoppage)                        | K-1 Scandinavia Rumble of the Kings 2010               | 27 novembre 2010  | 1     | 1:19  | Stockholm, Suède       |                                            |
| Défaite  | 10-11  | Tivadar Kunkli         | KO (elbow)                                             | Fight Code: Dragons Round 3                            | 1er mai 2011      | 1     | -     | Budapest, Hongrie      |                                            |
| Défaite  | 10-12  | Florian Pavic          | Decision (unanimous)                                   | Steko's Fight Night                                    | 26 août 2011      | 3     | 3:00  | Karlsruhe, Allemagne   |                                            |
| Défaite  | 10-13  | Alexandru Lungu        | KO (left hook)                                         | SuperKombat World Grand Prix IV                        | 15 octobre 2011   | 1     |       | Piatra Neamț, Roumanie |                                            |
| Victoire | 11-14  | Tofan Pirani           | TKO (injury)                                           | DIBC 2012                                              | 2 février 2012    | 2     | -     | Dubaï                  |                                            |

## Filmographie
- 2003 - You're Under Arrest - Bob Hage
- 2004 - Izo
- 2005 - Mi-temps au mitard (The Longest Yard) - Switowski
- 2005 - Elektra - Stone
- 2005 - Devilman - Présentateur du journal téĺévisé
- 2006 - Big Stan - Big Raymond
- 2009 - Frankenhood - Blaxwell Smart
- 2009 - Blood and Bone - Hammer Man
- 2011 - Conan - Ukafa

## Pour la télévision
- 2003 - Taiho shichauzo Série TV - Bob Hage
- 2003 - Bob Sapp: Sapp Time The Movie! - Documentaire sur Bob Sapp

## Produits dérivés
- Sapp Time! - Rap CD EP; # 28 JPN

## Occupations
- Porte-parole de la National Football League au Japon[18]
- « Ambassadeur » pour le vol Seattle-Tokyo de la Northwest Airlines[18]